# I Need You (bài hát của 3T)
"I Need You" là một bài hát của 3T, nằm trong album Brotherhood. Nhóm phát hành đĩa đơn vào năm 1996 và đạt nhiều thứ hạng cao ở các bảng xếp hạng châu Âu.

## Bảng xếp hạng
| Bảng xếp hạng (1996) | Vị trí cao nhất |
| -------------------- | --------------- |
| Pháp Chart           | 5               |
| Hà Lan Chart         | 5               |
| UK Singles Chart     | 3               |
| Bỉ Chart             | 8               |

| Bảng xếp hạng (1997)    | Vị trí cao nhất |
| ----------------------- | --------------- |
| Thụy Sĩ Chart           | 9               |
| Thụy Điển Chart         | 42              |
| Australia Singles Chart | 17              |
| New Zealand Chart       | 30              |